# 福島縣立醫科大學

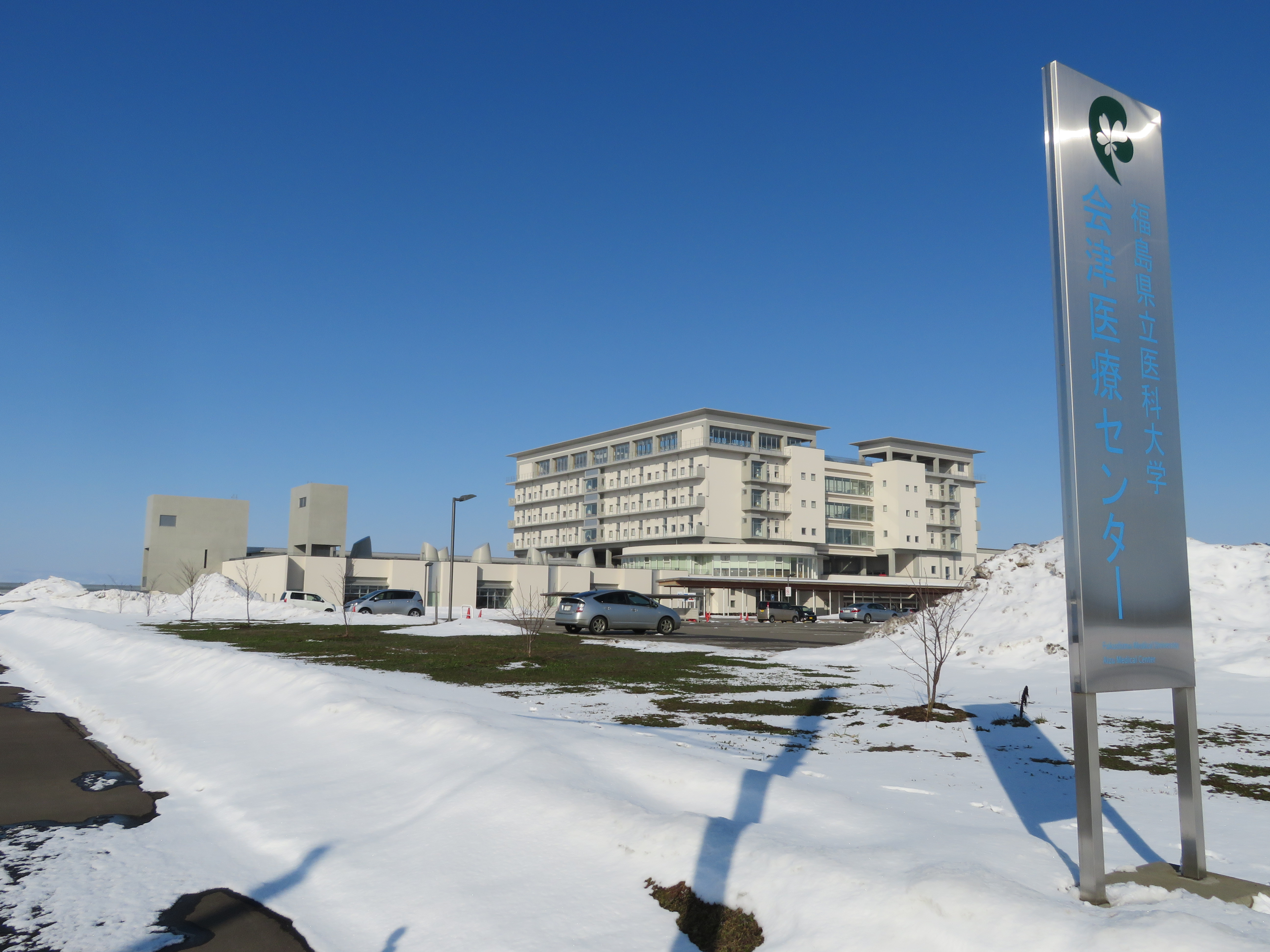
福島縣立醫科大學會津醫療中心

福島縣立医科大学（日语：／，简称福島医大或县立医大）是位于日本福島縣的一所公立大学，成立於1944年。

## 簡介
1944年建立，1950年開設大學教育的日本公立大學。大學的簡稱為“福島醫大”，在1998年4月，成立看護學部

## 教育和研究机构

### 学部
- 医学部 
  - 生命科学・社会医学系
  - 臨床医学系
  - 綜合科学系
- 看護学部 [2]

### 大学院
- 医学系研究科
- 看護学研究科[3]